# جورج ستيفن بنجامين جارفيس
جورج ستيفن بنجامين جارفيس هو قاضي كندي، ولد في 21 أبريل 1797، وتوفي في 15 أبريل 1878.